# UPT Karang Cayo
UPT Karang Cayo is een bestuurslaag in het regentschap Bengkulu Selatan van de provincie Bengkulu, Indonesië. UPT Karang Cayo telt 448 inwoners (volkstelling 2010).